# Bafaluy
Bafaluy es un despoblado del municipio español de Graus, perteneciente a la provincia de Huesca, en la comunidad autónoma de Aragón

## Historia
Las primeras referencias de la población son del 1184 en el cartulario de Santa María de Obarra, donde aparece citado como villa.
Formó parte de un señorío, estando bajo el dominio de Melchor de Bardaxí, señor de Cajigar y Bafaluy, quien el 14 de octubre del 1471 vendió la población a Berenguer de Castellblanch, quien falleció ese mismo mes, dejando a su hijo Berenguer de un solo mes como señor. 
En el 1785 la población aparece citada de nuevo pero esta vez como lugar.
Hacia mediados del siglo XIX, el lugar tenía contabilizada una población de 32 habitantes. Aparece descrito en el tercer volumen del Diccionario geográfico-estadístico-histórico de España y sus posesiones de Ultramar de Pascual Madoz con las siguientes palabras:

BAFALUY: l. de la prov. de Huesca (15 leg.), part. jud. y adm. de rent. de Benabarre (3), aud. terr. y c. g. de Zaragoza (21), dióc. de Lérida (13); sit. en una altura en la rinconada que forman los montes que le circuyen por NE. y S. combatido por los vientos del 1.º y 4.º cuadrantes con clima sano. Tiene 6 casas construidas de barro y de mala arquitectura que no forman calles ni cuerpo de pobl. por estar separadas unas de otras y particularmente 2, dist. 1/2 hora de las demas, y todas tienen muy malos caminos entre si, pero limpios por la calidad del terreno peñascoso y las aguas de un barranco que pasa por medio: 1 igl. parr. bajo la advocacion de San Martin Ob. y Confesor servida por 1 cura y 1 sacristan que este nombra: el curato es de entrada y su presentacion corresponde al conde de Zapata, ant. señor del pueblo que ejerce el derecho de patronato: el edificio es muy reducido aunque bastante aseado, con 1 torre y 3 pequeñas campanas: cerca de las dos mas dist. hay 1 capilla dedicada á San Pedro del Obago, en la cual no se celebra, por no estar con la debida decencia el edificio ni los ornamentos: el cementerio se halla en parage ventilado, y cada vec. tiene 1 fuente de buenas aguas, no muy abundantes, pero que les da el surtido necesario para beber y demas usos domésticos: la municipalidad está servida por 1 alc. Confina el térm. por N. Esdolamada, E. Guel, S. Fantoba, y O. Erdas, estendiéndose sobre 1 hora de largo y 1/2 de ancho. El terreno es de secano, y casi todo de monte escabrosisimo con mil derrumbaderos, y rodeado de sierras, de las cuales es la mayor la nombrada de Guel; pero es abundante de leña y está poblado de cajigos, pinos bajos y algunas carrascas; solo hay unas 28 yuntas de tierra en cultivo con mucho costo y poca utilidad por ser muy pedregoso, y algunos huertecillos que se riegan con las aguas que recogen en balsas y proveen al vecindario de hortalizas y legumbres. caminos: no hay mas que veredas de mal tránsito que conducen á los montes y pueblos inmediatos: correo. Los conducen y reciben de la adm. de Benabarre cuando se les ofrece: prod. trigo, veino, aceite y frutas, todo de mala calidad y en corta cantidad, solo suficiente para el consumo del pueblo: cria poco ganado, la mayor parte de pelo, y abundante caza de perdices, conejos, zorras, lobos y jabalies: pobl. 6 vec., 4 de catastro, 32 alm. contr. 1,275 rs. 14 mrs.
(Madoz, 1846, p. 297)

En 1980 contaba con 8 habitantes. El lugar quedó despoblado.

## Patrimonio
- Casa Tomeu, construida en el XVI según la datación de la puerta aunque los añadidos posteriores son difíciles de fechar.[6] Ejemplo de un conjunto de vivienda con adosados agrícolas.
- Iglesia de San Martín, gótica tardía del siglo XVI.[2]Tiene una sola nave de cabecera recta con capillas laterales a modo de crucero y una torre levantada sobre capilla sur. Está construida con aparejo de sillares regulares dispuestos a soga y asentados con mortero en los muros laterales y a los pies, tiene un aparejo distinto en la cabecera con presencia de hiladas de sillares de menor tamaño y un recrecimiento en altura de mampostería de cantos rodados y lajas. Está cubierto a dos vertientes con losas de caliza. Abre al sur con puerta en arco de medio punto de dovelas anchas, bien ajustadas y molduradas en el intradós. Sobre ella, hornacina que debió albergar una imagen de san Martín, a quien está dedicada la iglesia. El acceso está precedido por porche de techumbre plana, con forjado de vigas de madera, que apoya sobre el muro de la torre y murete alineado con el de los pies.[7]

## Fiestas
Antes de ser abandonado las fiestas principales eran las de San Martín, realizadas en noviembre pero también realizaban la romería de las Santas Reliquias en Fantova en mayo como otros tantos pueblos del valle.